# 2,4-Dinitrotoluol
2,4-Dinitrotoluol ist ein in ortho- und para-Position nitrosubstituiertes Toluol. Die Struktur besteht aus einem Benzolring mit einer Methylgruppe (–CH3) und zwei Nitrogruppen (–NO2) als Substituenten. Es gehört zur Stoffgruppe der Dinitrotoluole, einer Gruppe von sechs Konstitutionsisomeren.

## Darstellung
2,4-Dinitrotoluol entsteht als Zwischenprodukt bei der Nitrierung der o- und p-Nitrotoluole.

2,4-Dinitrotoluol entsteht bei der Nitrierung des 4-Nitrotoluols
(Nebenprodukt in sehr geringen Mengen: 3,4-Dinitrotoluol)

Es wird oftmals zu Trinitrotoluol (TNT) weiternitriert.

## Eigenschaften
2,4-Dinitrotoluol bildet gelbe, nadelförmige Kristalle. Im Isomerengemisch ist es ein braunes Öl. In Wasser ist 2,4-Dinitrotoluol nahezu unlöslich, schlecht löslich in Aceton und Chloroform. Es reagiert mit Basen, starken Reduktionsmitteln und mit manchen Metallen. 2,4-Dinitrotoluol wird mit Natriumdichromat in Schwefelsäure zu 2,4-Dinitrobenzoesäure oxidiert. Die Verbindung ist bei höherer Temperatur thermisch instabil und kann sich stark exotherm zersetzen. Eine DSC-Messung zeigt ab 285 °C eine Zersetzungsreaktion mit einer Reaktionsenthalpie von −2240 J·g−1 bzw. −408 kJ·mol−1.

## Verwendung
2,4-Dinitrotoluol wird als energetischer Weichmacher in Schießpulver eingesetzt. Als einzig wichtiges der sechs Dinitrotoluole ist 2,4-Dinitrotoluol ein Ausgangsmaterial für Farbstoffe und Polyurethan.

## Sicherheitshinweise und gesetzliche Regelungen
2,4-Dinitrotoluol gilt als krebserzeugend (Carc. 1B) und als möglicherweise fruchtschädigend (Repro. 2) und erbgutverändernd (Muta. 2). Es kann durch Hautresorption aufgenommen werden und führt im Menschen zur Veränderung des Blutfarbstoffes, was zu Nieren- und Leberschäden führen kann.
2,4-Dinitrotoluol wurde im Januar 2010 aufgrund seiner Einstufung als karzinogen (Carc. 1B) in die Kandidatenliste der besonders besorgniserregenden Stoffe (Substance of very high concern, SVHC) aufgenommen. Danach wurde 2,4-Dinitrotoluol im Februar 2012 in das Verzeichnis der zulassungspflichtigen Stoffe mit dem Ablauftermin für die Verwendung in der EU zum 21. August 2015 aufgenommen.

## Chemisch verwandte Sprengstoffe
- Trinitrotoluol (TNT)
- Trinitrobenzol